# Olivos
Olivos (ex Paraje de los Olivos) es una localidad del Partido-Municipio Vicente López, ubicada en la zona norte del área metropolitana de Buenos Aires, Argentina. 
Limita con las localidades de Vicente López y Florida al sur, Martínez y La Lucila al norte, el Río de la Plata al este y la Autopista Panamericana al oeste. En esta localidad se encuentra la Quinta presidencial de Olivos, residencia oficial del Presidente de la Nación Argentina. Está ubicada a 20 km del centro de la ciudad de Buenos Aires y a 3 km (10 minutos en auto) del acceso a esta.
Tiene una superficie de 8,51  km² y una población de 75 527 habitantes, lo que la convierte en la localidad más poblada de Vicente López. Administrativamente, el partido de Vicente López fue declarado ciudad en 1939, por lo que Olivos constituye a los fines catastrales un barrio. A su vez, algunos de los barrios o sub barrios no oficiales que lo integran son Olivos Golf, Olivos Bajo, Olivos Roche, Olivos Center y Loma de Roca. Según la ordenanza n.º 36198 de octubre de 2018, se establece como fecha aniversario del barrio de Olivos, el día 22 de junio.

## Historia

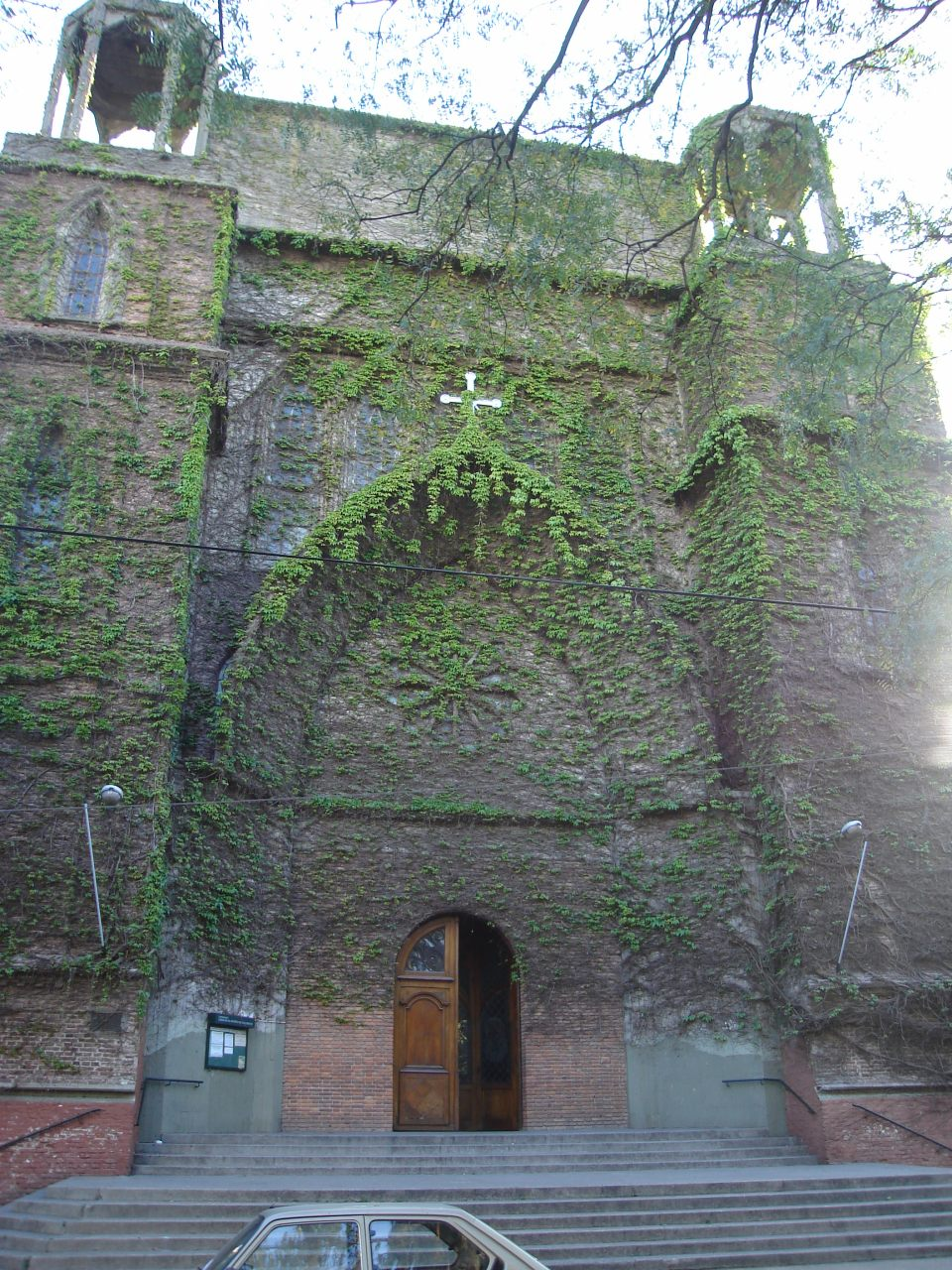
La capilla Jesús en el Huerto de los Olivos.

La historia de Olivos se remonta al 19 de febrero de 1770, fecha que figura en el acta del Cabildo de la Ciudad de Buenos Aires y que registra el primer nombre que recibió la zona, Paraje de los Olivos. Más tarde, en 1860, Hernán Wineberg donó una parte de sus tierras para que el Ferrocarril Central Argentino construyera un apeadero, el cual se inauguró en 1863 y hoy es la estación Olivos del Ferrocarril General Bartolomé Mitre.
El 6 de enero de 1897, se inauguró la capilla Jesús en el Huerto de los Olivos, patrono del partido, con la presencia del general Bartolomé Mitre y del obispo Monseñor Espinosa. El 21 de diciembre de 1905, se promulgó la Ley Provincial 2.959 que estableció la creación del partido de Vicente López, anteriormente parte del de San Isidro. En 1917 Rodolfo Negrete fundó una sala de primeros auxilios y un año después un lactario, además de impulsar la creación del Club Náutico. Durante las décadas de 1920 y 1930 se construyó el puerto y pavimentaron las principales avenidas.
Olivos es nombrada cabecera del partido hasta el 14 de septiembre de 1939, fecha en que el municipio es declarado ciudad, y Olivos pasa a ser uno de sus nueve barrios. A pesar de ser el barrio más antiguo del partido, no le dio su nombre puesto que se optó por homenajear al político y escritor Vicente López y Planes, autor del Himno Nacional Argentino. La Municipalidad se mudó varias veces, pero nunca se fue del barrio de Olivos. En 1930 se inauguró el edificio en donde funciona actualmente, situado en la Avenida Maipú 2624.
En 1995 se inauguró un tranvía turístico, Tren de la Costa, que corre sobre un ramal clausurado del Ferrocarril General Bartolomé Mitre. Posee tres estaciones en el área de Olivos, dos de las cuales son además centros comerciales.
En la década de 2005-2015 se han generado emprendimientos de torres de primer nivel desde Libertador y General Paz hasta La Lucila. Una década  de  boom inmobiliario en el corredor de Libertador, en Olivos y Vicente López, hay departamentos lujosos que alcanzan los valores de Puerto Madero.

### Quinta Presidencial de Olivos
El 20 de mayo de 1941 la Corte Suprema de Justicia resolvió que se llamara Quinta Presidencial de Olivos a la residencia actual del Presidente de la Nación (más comúnmente llamada Quinta de Olivos) cumpliendo con el deseo de Carlos Villate Olaguer quien al fallecer en 1918 dejó escrito en su testamento que donaba al Estado Nacional la granja en la que había vivido tanto él como su tatarabuelo el virrey Antonio Olaguer Feliú para que se la utilizara con el mencionado fin. 
La construcción del chalet presidencial fue realizada en 1854 por Prilidiano Pueyrredón, miembro de una de las familias patricias de San Isidro e hijo de Juan Martín de Pueyrredón. En la quinta habitaron diferentes presidentes, entre ellos Juan Domingo Perón, quien muriera en ella durante el ejercicio de su presidencia el 1 de julio de 1974.

## Superficie y población
La localidad ocupa aproximadamente 7,7 km². Olivos es la localidad más poblada del partido, con 75.527 habitantes según el censo de 2001 del INDEC, y un 27,6% del total del partido. En 1991 se habían contabilizado 80.658 personas, o sea que hubo un descenso del 6,4% entre los dos últimos censos.

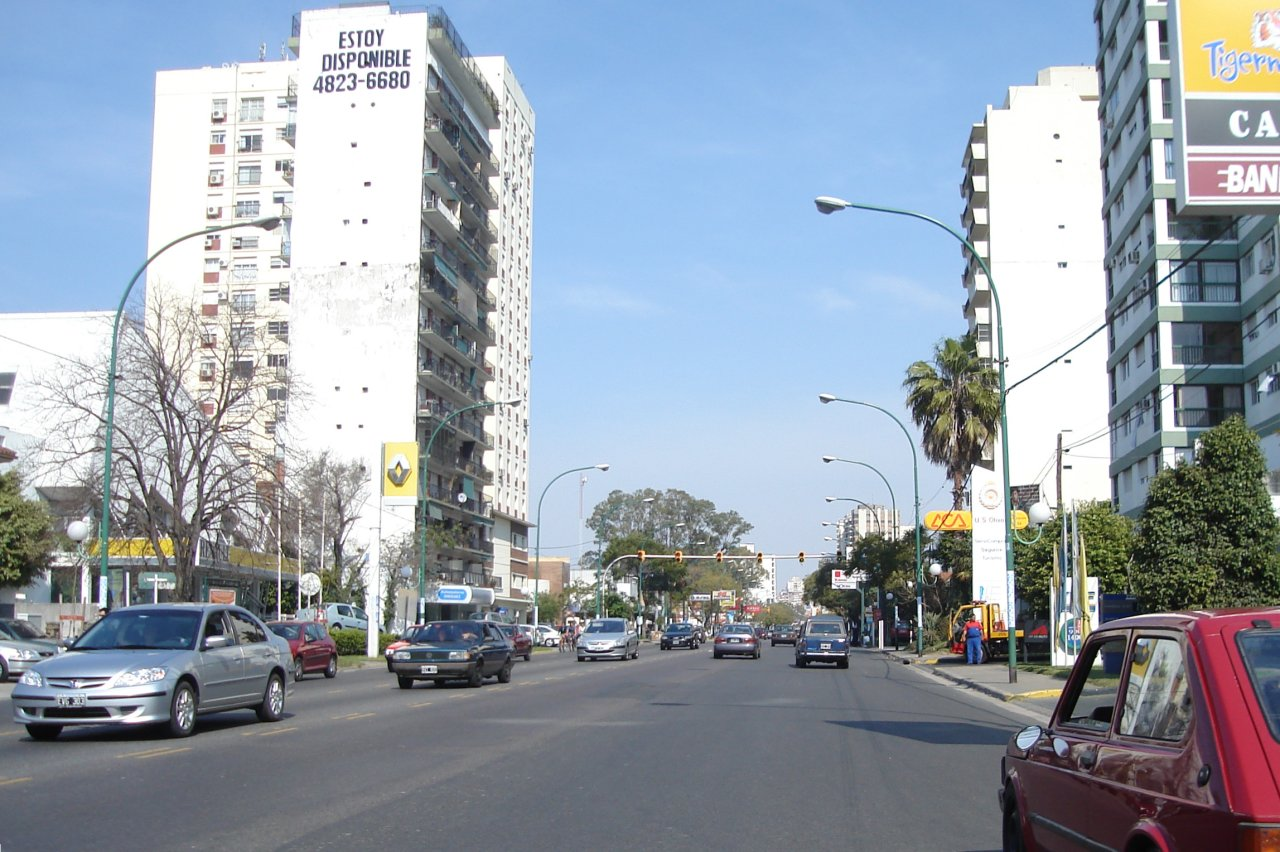
La Avenida del Libertador a su paso por Olivos.
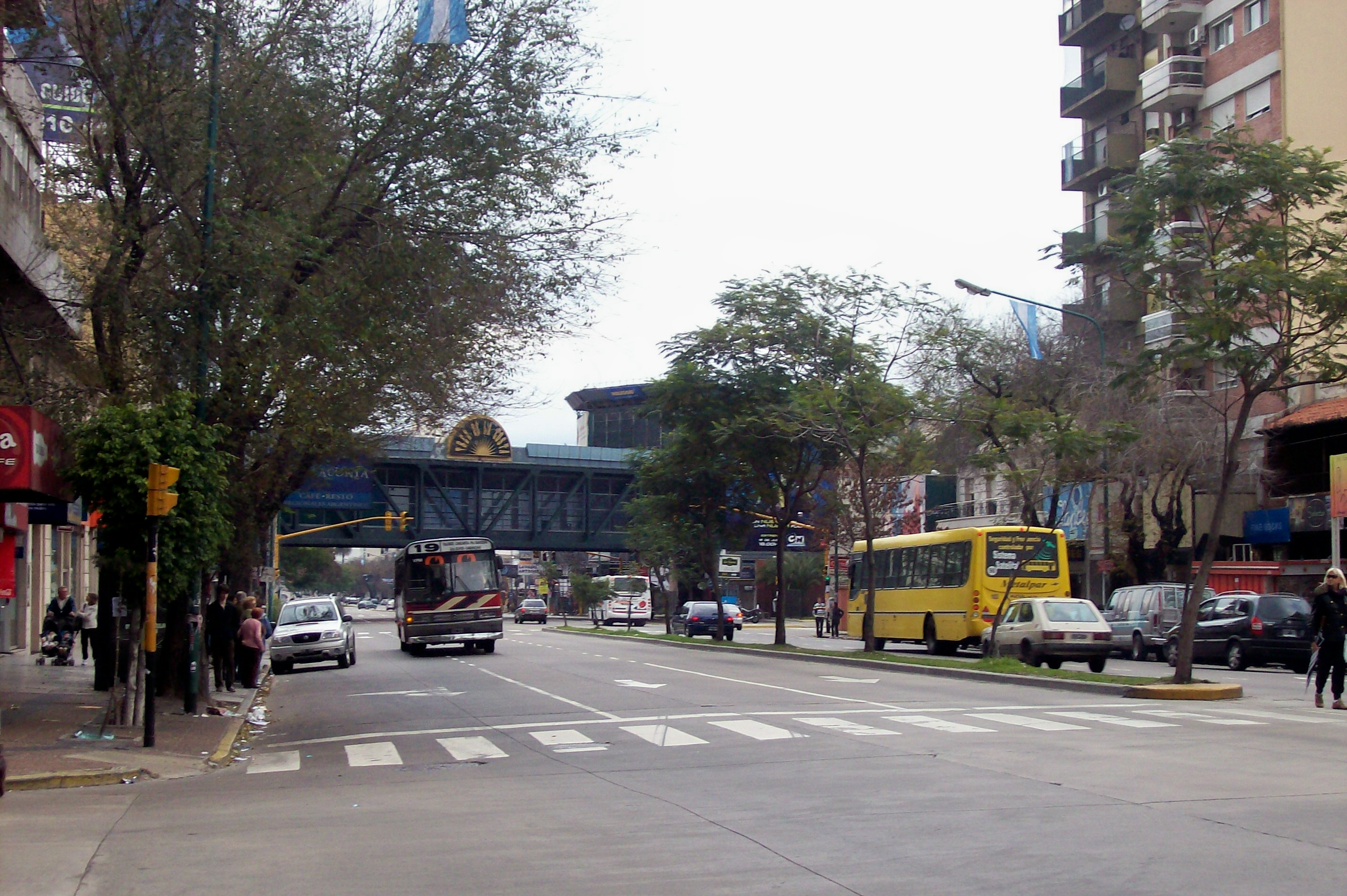
Av Maipú y puente del Tren de la Costa.
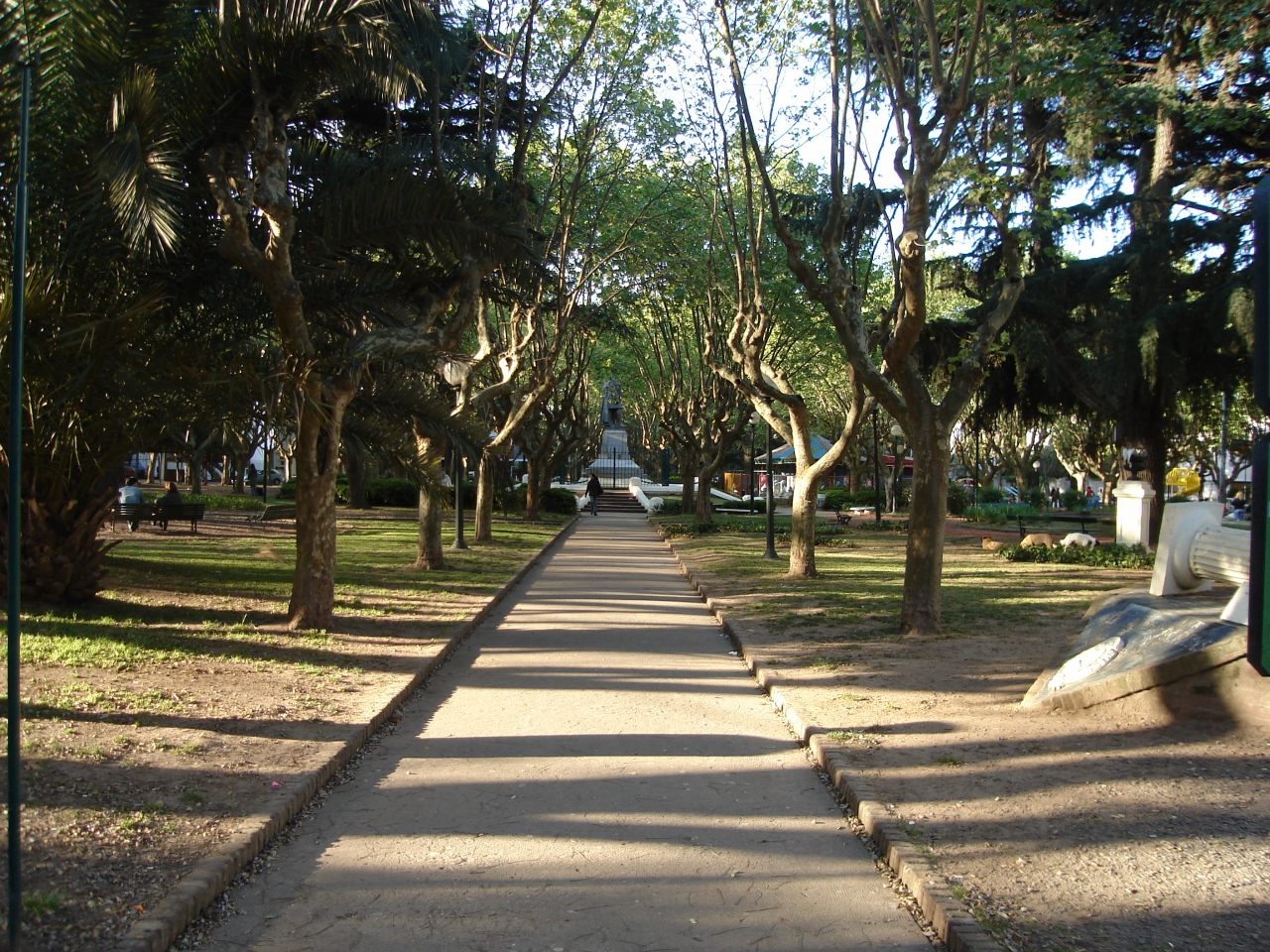
La Plaza Vicente López y Planes, en el corazón de la ciudad de Olivos.

## Parroquias de la Iglesia católica en Olivos
| Diócesis       | San Isidro |
| -------------- | --- |
| Parroquias     | Jesús en el Huerto de los Olivos, La Asunción de la Virgen, Natividad de la Virgen, Nuestra Señora de La Paz, San Pedro y San Pablo, Virgen del Carmen, San Pío X |
| Cuasiparroquia | Nuestra Señora de la Unidad |

## Cuartel
| Unidad del Cu Ej Olivos                                  | Abreviatura     |
| -------------------------------------------------------- | --------------- |
| Destacamento Militar «Residencia Presidencial de Olivos» | Dest Mil Olivos |

## Medios de comunicación locales
Hay muchos medios de información que cubren el distrito y sus barrios, entre ellos, Para Todos, Qué Pasa Web, Infobán y El Comercio On Line.